# وندلی
وندلی (به چکی: Vendolí) یک منطقهٔ مسکونی در جمهوری چک است که در Svitavy District واقع شده‌است.

## خصوصیات
وندلی ۲۰٫۶۷ کیلومترمربع مساحت و ۹۸۷ نفر جمعیت دارد و ۴۸۰ متر بالاتر از سطح دریا واقع شده‌است.